# Stegø Mølle
Stegø Mølle, beliggende ved Bogense på Fyn, er en hvidkalket tårnmølle af typen hollandsk vindmølle, der er opført i 1871. Møllen er helmuret og forsynet med vindrose. Den har været anvendt som pumpemølle i forbindelse med afvanding af de lave engdrag bag ved et dige. Den foretog afvanding ved hjælp af en vandsnegl, der løftede vandet fra det inddæmmede areal op over havoverfladen. Herfra kunne opstemmet vand strømme ud i havet.
Møllen blev i 1972 beskadiget ved en brand, men genopbygget, bl.a. med inventar fra Langø Mølle.